# Live at the Royal Albert Hall (álbum de Architects)
Live at the Royal Albert Hall  es el primer álbum en vivo de la banda británica de metalcore Architects. Fue grabado en el concierto inaugural de la banda en el Royal Albert Hall el 21 de noviembre de 2020, fue producido por Tom Welsh y se lanzó el 15 de febrero de 2022 a través de Epitaph Records.

## Lista de canciones
Todas las letras escritas por Architects, toda la música compuesta por Architects. 
| N.º | Título                     | Álbum original                 | Duración |  |
| 1.  | «Nihilist»                 | All Our Gods Have Abandoned Us | 4:21     |  |
| 2.  | «Modern Misery»            | Holy Hell                      | 4:26     |  |
| 3.  | «Discourse is Dead»        | For Those That Wish to Exist   | 3:41     |  |
| 4.  | «Broken Cross»             | Lost Forever // Lost Together  | 3:54     |  |
| 5.  | «Death Is Not Defeat»      | Holy Hell                      | 3:41     |  |
| 6.  | «Royal Beggars»            | Holy Hell                      | 4:16     |  |
| 7.  | «Gone With The Wind»       | All Our Gods Have Abandoned Us | 3:42     |  |
| 8.  | «Mortal After All»         | Holy Hell                      | 3:48     |  |
| 9.  | «Gravedigger»              | Lost Forever // Lost Together  | 3:55     |  |
| 10. | «Animals»                  | For Those That Wish to Exist   | 4:01     |  |
| 11. | «Holy Hell»                | Holy Hell                      | 4:19     |  |
| 12. | «Dead Butterflies»         | For Those That Wish to Exist   | 5:00     |  |
| 13. | «Memento Mori» (Acústico)  | All Our Gods Have Abandoned Us | 2:01     |  |
| 14. | «A Wasted Hymn» (Acústico) | Holy Hell                      | 4:04     |  |
| 15. | «A Match Made In Heaven»   | All Our Gods Have Abandoned Us | 3:46     |  |
| 16. | «Hereafter»                | Holy Hell                      | 4:28     |  |
| 17. | «Doomsday»                 | Holy Hell                      | 4:48     |  |

## Posicionamiento en lista
| Lista (2022)                 | Posición |
| ---------------------------- | -------- |
| Scottish Albums (OCC)        | 8        |
| UK Albums (OCC)              | 65       |
| UK Rock & Metal Albums (OCC) | 3        |

## Personal
Architects
- Sam Carter – Voz
- Alex Dean – Bajo y teclados
- Dan Searle – Batería
- Adam Christianson – Guitarra rítmica
- Josh Middleton – Guitarra líder y coros